# (9885) Линукс
(9885) Линукс (лат. Linux) — астероид главного пояса, открытый 12 октября 1994 года в рамках проекта университета Аризоны по изучению комет и астероидов Spacewatch в обсерватории Китт-Пик и назван в честь ядра операционной системы Linux.